# Puerto del Obispo de Arriba
Puerto del Obispo de Arriba är en ort i Mexiko.   Den ligger i kommunen Doctor Mora och delstaten Guanajuato, i den centrala delen av landet, 230 km nordväst om huvudstaden Mexico City. Puerto del Obispo de Arriba ligger 2 188 meter över havet och antalet invånare är 102.
Terrängen runt Puerto del Obispo de Arriba är huvudsakligen kuperad, men åt sydväst är den platt. Runt Puerto del Obispo de Arriba är det ganska glesbefolkat, med 24 invånare per kvadratkilometer. Närmaste större samhälle är Doctor Mora, 5,2 km söder om Puerto del Obispo de Arriba. Trakten runt Puerto del Obispo de Arriba består i huvudsak av gräsmarker.